# Sebastonyma dolopia
Sebastonyma dolopia är en fjärilsart som beskrevs av William Chapman Hewitson 1868. Sebastonyma dolopia ingår i släktet Sebastonyma och familjen tjockhuvuden. Inga underarter finns listade i Catalogue of Life.

## Bildgalleri

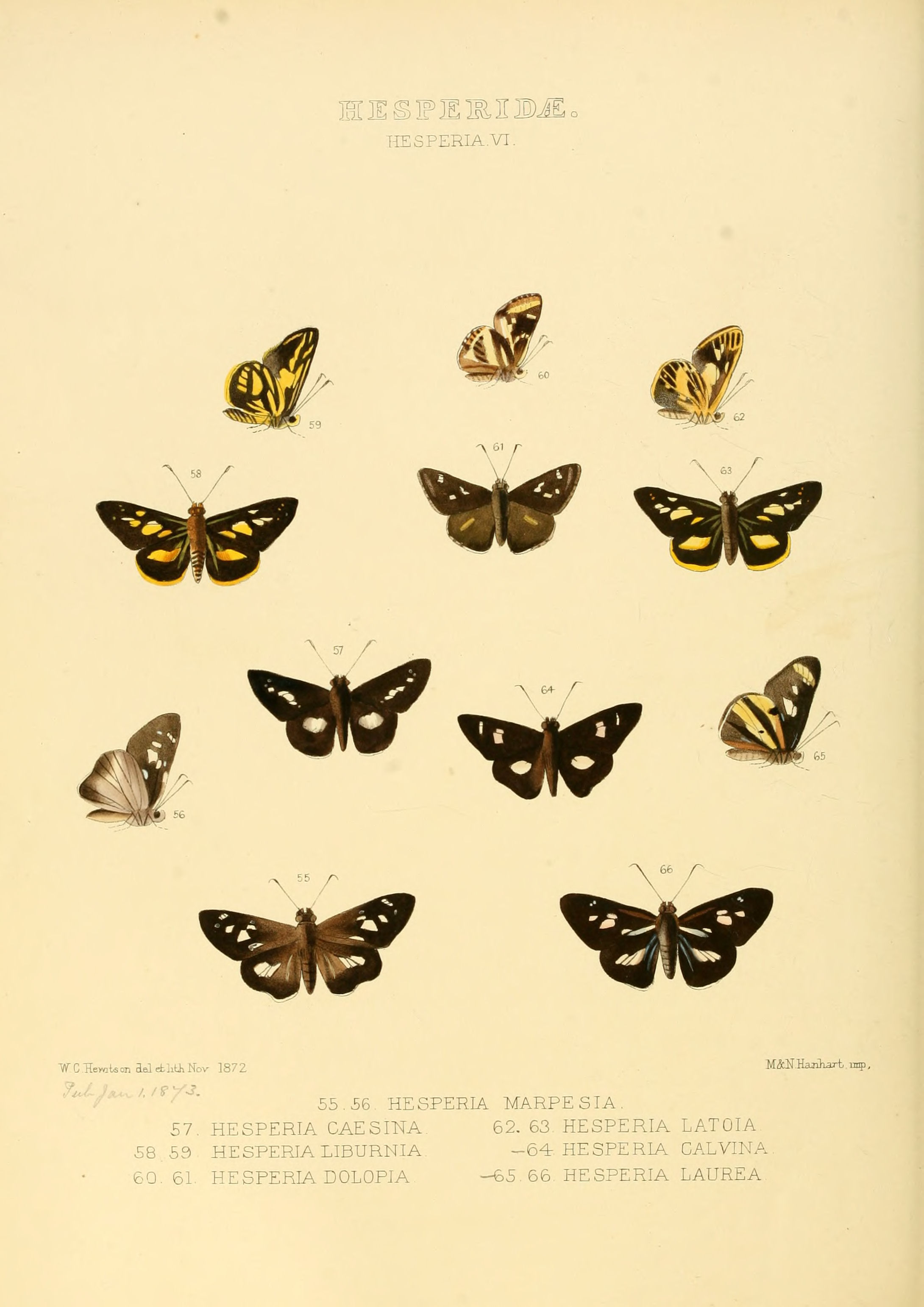